# Хенрик Талиндер
Хенрик Пер Талиндер (швед. Henrik Per Tallinder; Стокхолм, 10. јануар 1979) професионални је шведски хокејаш на леду који игра на позицији одбрамбеног играча.
Играчку каријеру започиње у омладинској секције шведског АИК-а из Стокхолма, тима за који је у пролеће 1997. одиграо и прву професионалну сениорску утакмицу. Већ наредне сезоне постаје стандардни првотимац у свом клубу. Године 1997. учествује на улазном драфту НХЛ лиге где га је као 48. пика у другој рунди одабрала екипа Сејберса из Буфала. Пре одласка у НХЛ лигу одиграо је још две сезоне за АИК, те једну сезону (сезона 2000/01) за фински ТПС. Са финским тимом остварио је први велики успех у каријери освајањем трофеја Канада маља.
У НХЛ лиги одиграо је укупно 12 сезона, и то 9 у редовима Сејберса, и три сезоне у дресу Девилса.
Играо је за све млађе репрезентативне селекције Шведске, а на сениорском светском првенству 2013. које су заједно организовали Шведска и Финска освојио је златну медаљу и титулу светског првака. На Зимским олимпијским играма 2014. у Сочију освојио је сребрну медаљу.